# Akiak (Alasca)
Akiak é uma cidade localizada no estado americano de Alasca, no Condado de Berrien.

## Demografia
Segundo o censo americano de 2000, a sua população era de 309 habitantes.
Em 2006, foi estimada uma população de 311, um aumento de 2 (0.6%).

## Geografia
De acordo com o United States Census Bureau, a localidade tem uma área de 7,9 km², dos quais 5,1 km² cobertos por terra e 2,8 km² cobertos por água.

## Localidades na vizinhança
O diagrama seguinte representa as localidades num raio de 40 km ao redor de Akiak.